# Lechytia madrasica
Lechytia madrasica es una especie de arácnido del orden Pseudoscorpionida de la familia Lechytiidae.

## Distribución geográfica
Se encuentra en la India.